# La Neuville-lès-Bray
Pour les articles homonymes, voir Neuville.
La Neuville-lès-Bray est une commune française située dans le département de la Somme, en région Hauts-de-France.

## Géographie

### Localisation

#### Communes limitrophes
La Neuville-lès-Bray est entouré, des communes (en commençant par le nord-est, puis dans le sens des aiguilles d'une montre) de Bray-sur-Somme, Cappy, Chuignolles, Proyart et Étinehem-Méricourt.
|                    | Bray-sur-Somme       |       |
| Étinehem-Méricourt | La Neuville-lès-Bray | Cappy |
| Proyart            | Chuignolles          |       |

Jusque 1830, La Neuville-lès-Bray est un faubourg de Bray-sur-Somme situé sur la rive gauche de la Somme. À cette date, La Neuville a obtenu son autonomie administrative en devenant une commune sous le nom de La Neuville-lès-Bray.
La commune de La Neuville-lès-Bray est située sur la rive gauche de la Somme, juste au sud de Bray-sur-Somme située, elle, sur la rive droite.
Le sol est marécageux et tourbeux au nord, calcaire au sud. Entre La Neuville-lès-Bray et Chuignolles, on rencontre des collines calcaires incultes. Au nord, en bordure de la Somme, de nombreux étangs enserrent la commune.
L'urbanisation de la commune s'est faite le long de la route de Bray à Montdidier. Les activités de la commune sont centrées sur l'agriculture (deux exploitations agricoles et un silo de stockage) et un seul commerce-artisanat de toilettage canin. La commune offre donc très peu de services à ses administrés qui doivent se déplacer au bourg le plus proche, Bray-sur-Somme pour les achats quotidiens de proximité.
Le centre de la commune est constitué de l'église du XVIIIe siècle et de la mairie toute proche. Il n'y a pas de monument aux morts dans la commune.

### Hydrographie

#### Réseau hydrographique
La commune est située dans le bassin Artois-Picardie. Elle est drainée par la rivière Somme , la Somme canalisée, le fleuve la Somme et un autre petit cours d'eau.
La Somme est un fleuve du nord de la France, en région Hauts-de-France, qui traverse les deux départements de l'Aisne et de la Somme. Il prend sa source dans la commune de Fonsomme et se jette  dans la Manche par la baie de Somme entre Le Crotoy et Saint-Valery-sur-Somme. Les caractéristiques hydrologiques de la Somme sont données par la station hydrologique située sur la commune. Le débit moyen mensuel est de 7,81 m3/s. Le débit moyen journalier maximum est de 22,4 m3/s, atteint lors de la crue du 8 février 2021. Le débit instantané maximal est quant à lui de 31 m3/s, atteint le 8 mai 2010.
Le canal de la Somme, construit entre 1770 et 1827, et mis au gabarit Freycinet en 1880, est long 170 km. Il débute à Saint-Simon où il touche au canal de Saint-Quentin et débouche dans la baie de Somme.

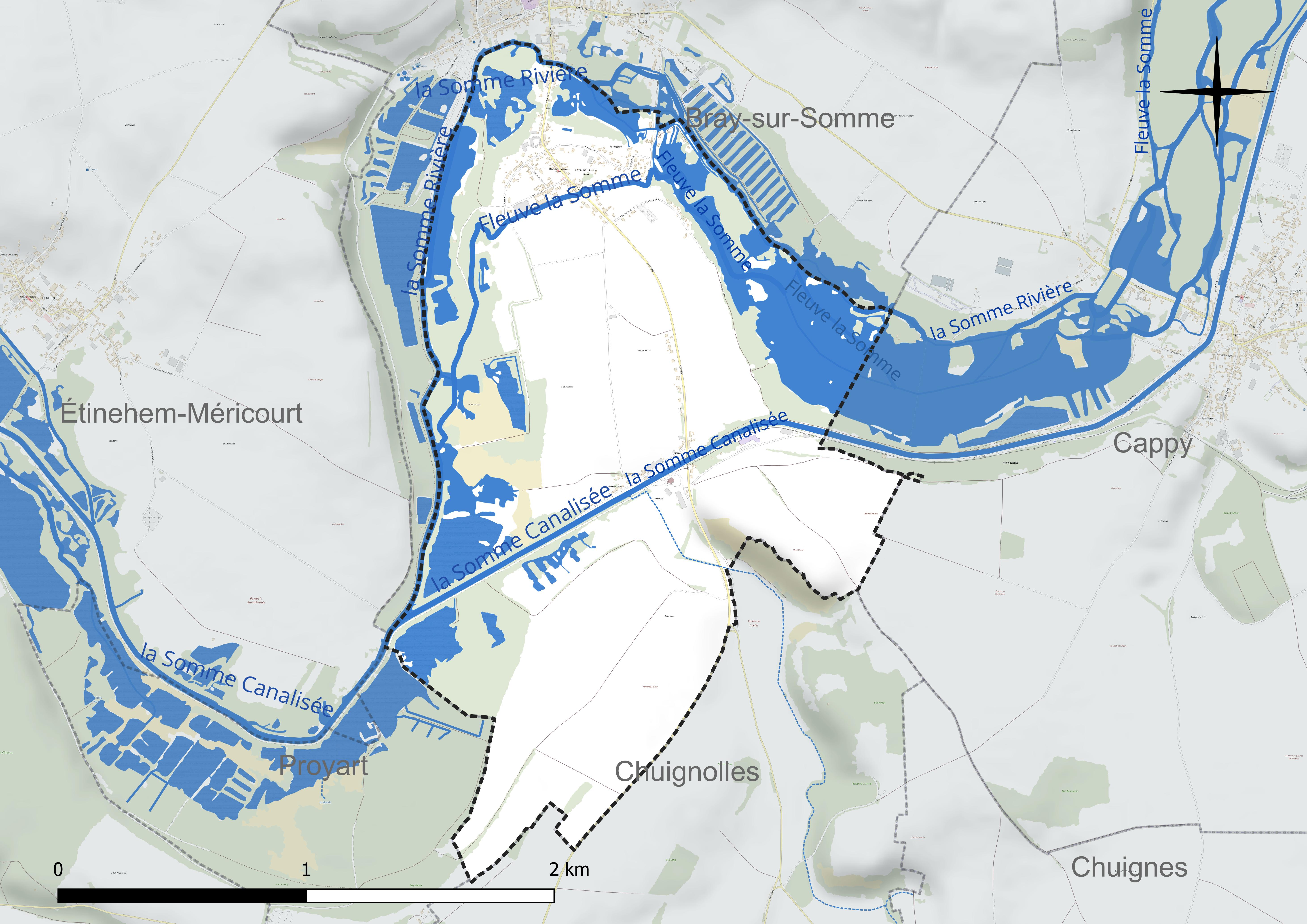
Réseau hydrographique de la Neuville-lès-Bray.

#### Gestion et qualité des eaux
Le territoire communal est couvert par le schéma d'aménagement et de gestion des eaux (SAGE) « Haute Somme ». Ce document de planification concerne un territoire de 1 798 km2 de superficie, délimité par le bassin versant de la Haute Somme est constitué d'un réseau hydrographique complexe de cours d'eau, de marais, d'étangs et de canaux. Le périmètre a été arrêté le 21 avril 2006 et le SAGE proprement dit a été approuvé le 15 juin 2017. La structure porteuse de l'élaboration et de la mise en œuvre est le syndicat mixte d'aménagement hydraulique du bassin versant de la Somme (AMEVA).
La qualité des cours d'eau peut être consultée sur un site dédié géré par les agences de l'eau et l'Agence française pour la biodiversité.

### Climat
Pour des articles plus généraux, voir Climat des Hauts-de-France et Climat de la Somme.
En 2010, le climat de la commune est de type climat océanique dégradé des plaines du Centre et du Nord, selon une étude du CNRS s'appuyant sur une série de données couvrant la période 1971-2000. En 2020, Météo-France publie une typologie des climats de la France métropolitaine dans laquelle la commune est exposée à un climat océanique et est dans la région climatique Nord-est du bassin Parisien, caractérisée par un ensoleillement médiocre, une pluviométrie moyenne régulièrement répartie au cours de l'année et un hiver froid (3 °C).
Pour la période 1971-2000, la température annuelle moyenne est de 10,3 °C, avec une amplitude thermique annuelle de 14,8 °C. Le cumul annuel moyen de précipitations est de 689 mm, avec 11,9 jours de précipitations en janvier et 8,5 jours en juillet. Pour la période 1991-2020, la température moyenne annuelle observée sur la station météorologique la plus proche, située sur la commune de Méaulte à 7 km à vol d'oiseau, est de 10,7 °C et le cumul annuel moyen de précipitations est de 730,3 mm,. Pour l'avenir, les paramètres climatiques de la commune estimés pour 2050 selon différents scénarios d'émission de gaz à effet de serre sont consultables sur un site dédié publié par Météo-France en novembre 2022.

## Urbanisme

### Typologie
Au 1er janvier 2024, La Neuville-lès-Bray est catégorisée commune rurale à habitat dispersé, selon la nouvelle grille communale de densité à sept niveaux définie par l'Insee en 2022.
Elle est située hors unité urbaine et hors attraction des villes,.

### Occupation des sols
L'occupation des sols de la commune, telle qu'elle ressort de la base de données européenne d'occupation biophysique des sols Corine Land Cover (CLC), est marquée par l'importance des territoires agricoles (58,4 % en 2018), une proportion identique à celle de 1990 (58,4 %). La répartition détaillée en 2018 est la suivante : 
terres arables (52 %), eaux continentales (19,4 %), forêts (15,2 %), prairies (6,3 %), zones urbanisées (5,1 %), milieux à végétation arbustive et/ou herbacée (1,9 %). L'évolution de l'occupation des sols de la commune et de ses infrastructures peut être observée sur les différentes représentations cartographiques du territoire : la carte de Cassini (XVIIIe siècle), la carte d'état-major (1820-1866) et les cartes ou photos aériennes de l'IGN pour la période actuelle (1950 à aujourd'hui).

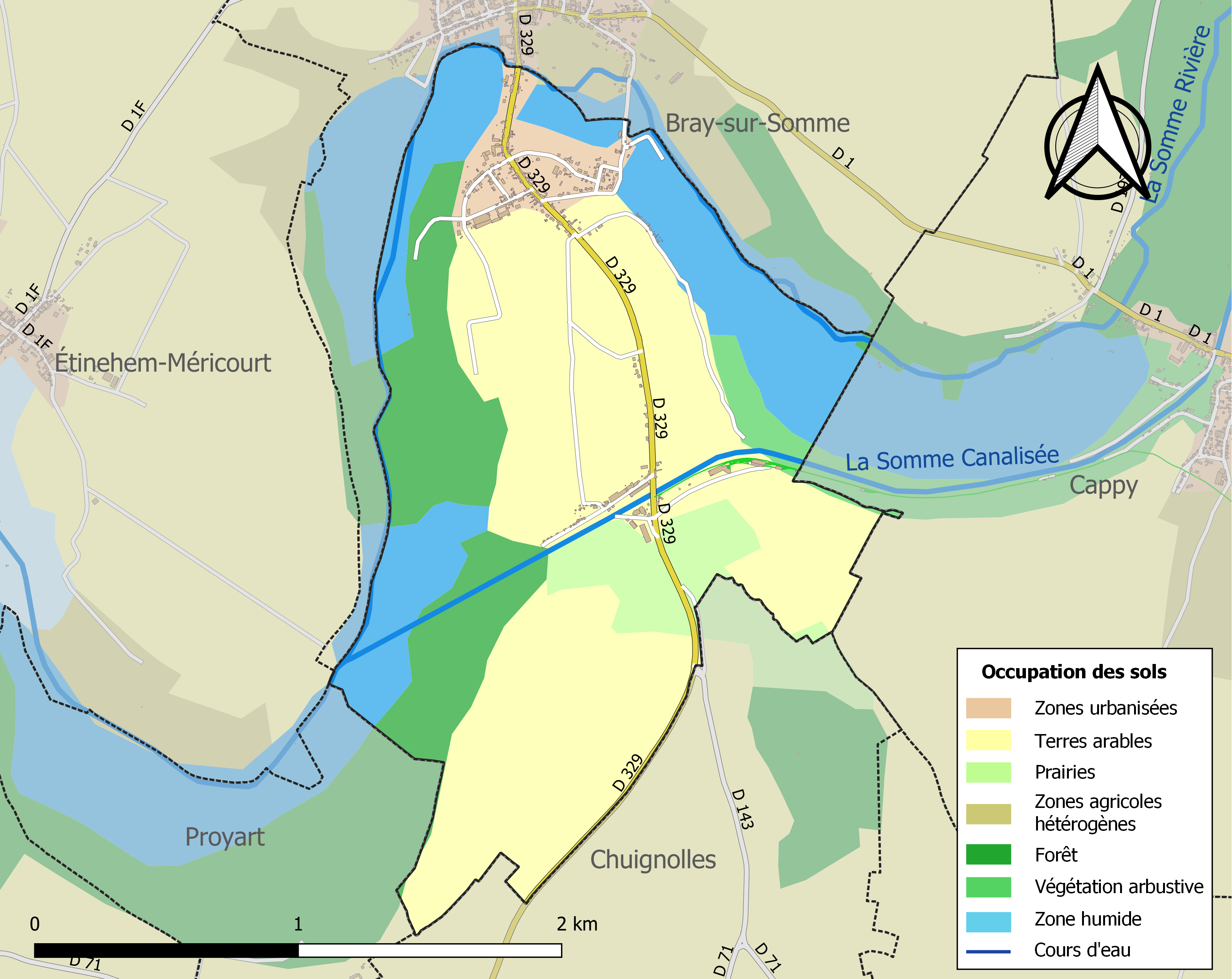
Carte des infrastructures et de l'occupation des sols de la commune en 2018 (CLC).

## Toponymie
Le nom de la localité est attesté sous les formes Novavilla (1025-1032) ; Nova villa super Somonam (1202) ; Noeville (1214) ; La Neufville-lez-Bray (1567) ; Neufville prope Brayum (1637) ; Neufville (1648) ; Neuville-sous-Bray (1705) ; Neuville-les-Bray (1728) ; La Neuville (1733) ; Laneuville-les-Bray (1801) ; La Neuville-les-Bray ; Neuville-lez-Bray.
C'est un toponyme très répandu désignant une ville nouvelle (neuve ville). De l'adjectif de la langue d'oïl neuve et ville « village ».
La préposition « lès » permet de signifier la proximité d'un lieu géographique par rapport à un autre lieu. En règle générale, il s'agit d'une localité qui tient à se situer par rapport à une ville voisine plus grande. Par exemple, la commune de La Neuville indique qu'elle se situe près de Bray-sur-Somme.

## Histoire
La Neuville-lès-Bray n'apparaît guère dans les textes avant le XIIe siècle, où il est fait mention de la paroisse Notre-Dame de La Neuville. L'histoire de La Neuville se confond avec celle de Bray-sur-Somme avec laquelle elle ne formait qu'une seule administration communale jusqu'en 1830, année où La Neuville devint une commune autonome.
Le chemin de fer Froissy-Dompierre à voie métrique joua un rôle important pendant la Première Guerre mondiale. Il servit à transporter des munitions, du matériel et des soldats sur le front de la Somme. Il servit ensuite au transport de betteraves pour la sucrerie de Dompierre-Becquincourt.
Il existait à La Neuville-lès-Bray, jusqu'en 1967, une industrie à domicile qui prit la relève de l'industrie textile. Il s'agissait de la réalisation de sacs perlés. Cette industrie s'était implantée dans la commune après la Grande Guerre.

## Politique et administration
| Période                                  | Période                   | Identité         | Étiquette | Qualité              |
| ---------------------------------------- | ------------------------- | ---------------- | --------- | -------------------- |
| Les données manquantes sont à compléter. |                           |                  |           |                      |
| mars 2001                                | mai 2020                  | Marian Budziak   |           |                      |
| mai 2020                                 | En cours (au 27 mai 2020) | Benoît Dubuisson |           | Directeur logistique |

## Démographie
L'évolution du nombre d'habitants est connue à travers les recensements de la population effectués dans la commune depuis 1793. Pour les communes de moins de 10 000 habitants, une enquête de recensement portant sur toute la population est réalisée tous les cinq ans, les populations de référence des années intermédiaires étant quant à elles estimées par interpolation ou extrapolation. Pour la commune, le premier recensement exhaustif entrant dans le cadre du nouveau dispositif a été réalisé en 2007.

En 2022, la commune comptait 260 habitants, en évolution de −2,26 % par rapport à 2016 (Somme : −1,26 %, France hors Mayotte : +2,11 %).
| 1793 | 1800 | 1806 | 1821 | 1831 | 1836 | 1841 | 1846 | 1851 |
| ---- | ---- | ---- | ---- | ---- | ---- | ---- | ---- | ---- |
| 108  | 106  | 133  | 183  | 195  | 178  | 200  | 225  | 218  |

| 1856 | 1861 | 1866 | 1872 | 1876 | 1881 | 1886 | 1891 | 1896 |
| ---- | ---- | ---- | ---- | ---- | ---- | ---- | ---- | ---- |
| 235  | 239  | 261  | 245  | 239  | 239  | 215  | 209  | 180  |

| 1901 | 1906 | 1911 | 1921 | 1926 | 1931 | 1936 | 1946 | 1954 |
| ---- | ---- | ---- | ---- | ---- | ---- | ---- | ---- | ---- |
| 182  | 187  | 167  | 178  | 193  | 163  | 175  | 161  | 194  |

| 1962 | 1968 | 1975 | 1982 | 1990 | 1999 | 2006 | 2007 | 2012 |
| ---- | ---- | ---- | ---- | ---- | ---- | ---- | ---- | ---- |
| 186  | 175  | 201  | 214  | 215  | 260  | 272  | 274  | 269  |

| 2017 | 2022 | - | - | - | - | - | - | - |
| ---- | ---- | - | - | - | - | - | - | - |
| 266  | 260  | - | - | - | - | - | - | - |

## Économie

### Tourisme
Le Chemin de fer Froissy-Dompierre, au hameau de Froissy, a été créé en 1971 par l'« Association Picarde pour la Préservation et l'Entretien des Véhicules Anciens » .

## Culture locale et patrimoine

### Lieux et monuments
- L'église Saint-Martin, avec sa chaire remarquable.
- Le musée du Chemin de fer Froissy-Dompierre au hameau de Froissy.

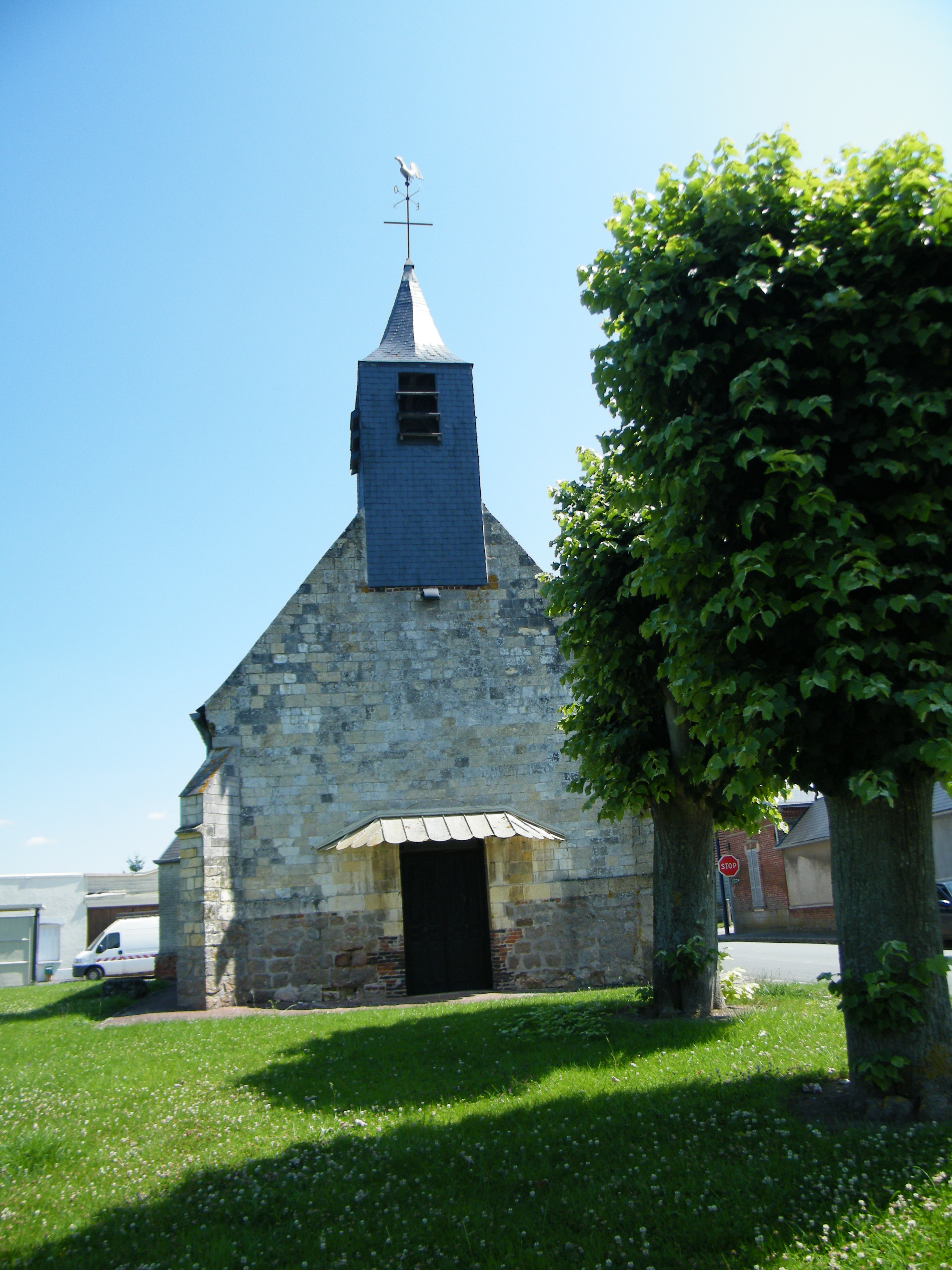
Clocher de Saint-Martin.

## Pour approfondir